# Pollicitation en droit civil français
Vous lisez un « article de qualité » labellisé en 2007.
Pour les articles homonymes, voir Offre et Pollicitation (Rome antique).
Le terme de pollicitation tient son origine du droit romain, où il correspondait à une promesse de don réalisée par un candidat à une magistrature municipale.
De nos jours, en droit civil français, la pollicitation ou offre est le fait de proposer la conclusion d'un contrat.
Dans un sens large, presque courant, l'offre de contrat peut simplement être une proposition de contracter, c'est-à-dire une proposition de réaliser un contrat. Cependant, le droit fait une distinction entre les deux expressions, la proposition de contracter n'étant pas soumise au même régime juridique. Une offre n'est véritablement une pollicitation que si une réponse affirmative, pure et simple (l'acceptation), suffit à créer un contrat entre les deux parties. Dans d'autres hypothèses, on disqualifiera cette offre en proposition d'entrer en pourparlers ou en appel d'offres.
En effet, dans un sens juridique strict, tel qu'il est entendu par la doctrine française, la définition est plus « étroite », et désigne une proposition ferme de conclure, à des conditions déterminées, un contrat, de telle sorte que son acceptation suffit à la formation de celui-ci. Toutefois, des auteurs relativisent la distinction entre offre et pollicitation, et considèrent ces deux termes comme synonymes, tout en admettant que la pollicitation, entendue au sens strict, a une force juridique supérieure à l'offre.
Cette définition a été reprise dans des instruments juridiques récents. C'est ainsi le cas de l'article 14, alinéa 1er, de la Convention de Vienne des Nations Unies du 11 avril 1980,, des principes d'UNIDROIT relatifs aux contrats du commerce international, les principes du droit européen du contrat, ou bien encore, ce que proposait l'avant-projet de réforme du droit des obligations et du droit de la prescription  mais n'a finalement pas été appliqué. La définition dans les pays de Common law, ou dans le Code civil du Québec sont également sensiblement identiques.
La pollicitation n'est toutefois plus la seule façon de conclure un contrat : les pratiques juridiques ont évolué, notamment avec le développement des avant-contrats, du contrat d'adhésion ou la pratique de la punctation. La pollicitation se retrouve également confrontée à la question de l'engagement par volonté unilatérale : doit-on interdire à un pollicitant de retirer son offre ? Si le Bürgerliches Gesetzbuch allemand accepte le principe de l'impossibilité d'une rétractation de l'offrant, le Code civil français le refuse, au nom de la liberté contractuelle : celui qui est libre d'émettre une offre (ou non) est également libre de la retirer. De façon symétrique, si une condition, qui était nécessaire pour que la pollicitation existe, vient à disparaître (perte de capacité juridique du pollicitant, décès…), la pollicitation devient caduque.
La notion de pollicitation conserve un intérêt pratique important : s'il n'y a pas eu d'offre véritable, il n'y a pas eu de contrat, et donc, aucune obligation contractuelle n'existe entre les parties. Opposer devant un juge l'inexistence d'une offre permet donc de remettre en cause toute une construction qui a pu, pour l'autre partie, avoir l'apparence d'un contrat.
Parallèlement, le juge est également amené à maintenir une sécurité juridique, afin d'empêcher des rétractations fautives ou abusives de pollicitants. Alors qu'à l'origine du Code civil français, des contentieux sur cette question étaient rares, le juge a progressivement été amené à fixer, à partir des années 1950, le contenu de la notion de pollicitation, ainsi que son régime.
Ainsi, pour le droit positif français, la pollicitation est une proposition de contracter, extériorisée, montrant la volonté d'être engagé en cas d'acceptation pour les éléments essentiels du futur contrat. Une pollicitation peut être retirée tant qu'elle n'est pas acceptée par le destinataire de l'offre ; dans le cas contraire, elle est fautive ou abusive. Enfin, si la pollicitation devient caduque, si le pollicitant décède ou devient juridiquement incapable, elle disparaît.

## Nature de l'offre
L'offre de contracter est une proposition ferme et précise de conclure un contrat déterminé dans des conditions déterminées.
Selon l'avant-projet Catala, c'est un acte unilatéral déterminant les éléments essentiels du contrat, que son auteur propose à hauteur déterminée ou indéterminée, et par lequel il exprime sa volonté de contracter si acceptation.
L'offre doit être ferme, précise et non équivoque.

### Caractères exigés
L'offre doit revêtir chacun de ces caractères pour pouvoir être juridiquement qualifiée de pollicitation. Ces traits, sans lesquels aucune pollicitation ne saurait exister, sont parfois qualifiés d'« éléments constitutifs ». Ces éléments sont opposés à d'autres, qui, sans être essentiels à l'offre, permettent de la préciser.

#### Offre précise
Selon l'article 14-1 de la Convention des Nations unies sur la vente internationale de marchandises :

« Une proposition est suffisamment précise lorsqu'elle désigne les marchandises et, expressément ou implicitement, fixe la quantité et le prix ou donne des indications permettant de les déterminer. »

Le droit commun français des contrats retient une idée semblable, bien que la Convention de Vienne ne s'intéresse qu'à des contrats spéciaux.
Selon la formule de Pothier, les éléments essentiels sont ceux « qui impriment à un contrat sa coloration propre et en l'absence desquels ce dernier ne peut être caractérisé ». L'offre doit comporter les éléments essentiels du contrat projeté, c'est-à-dire permettant de l'exécuter.
Cependant, la détermination des éléments essentiels, qui doivent figurer dans l'offre, et ceux qui peuvent en être absents parce qu'ils ne lui sont qu'accessoires « ne va pas sans difficultés », et cela dépendra du contrat considéré. Il faut distinguer, selon les auteurs entre un contrat qui serait « nommé », c'est-à-dire qui dispose d'un régime légal qui lui est propre, ou qui serait innommé, sans régime légal qui puisse apporter des précisions supplémentaires.
Contrats nommés
Si le contrat est nommé, c'est-à-dire qu'il est spécialement réglementé par un texte de loi, ce texte va de lui-même déterminer quels seront les éléments essentiels du contrat. 

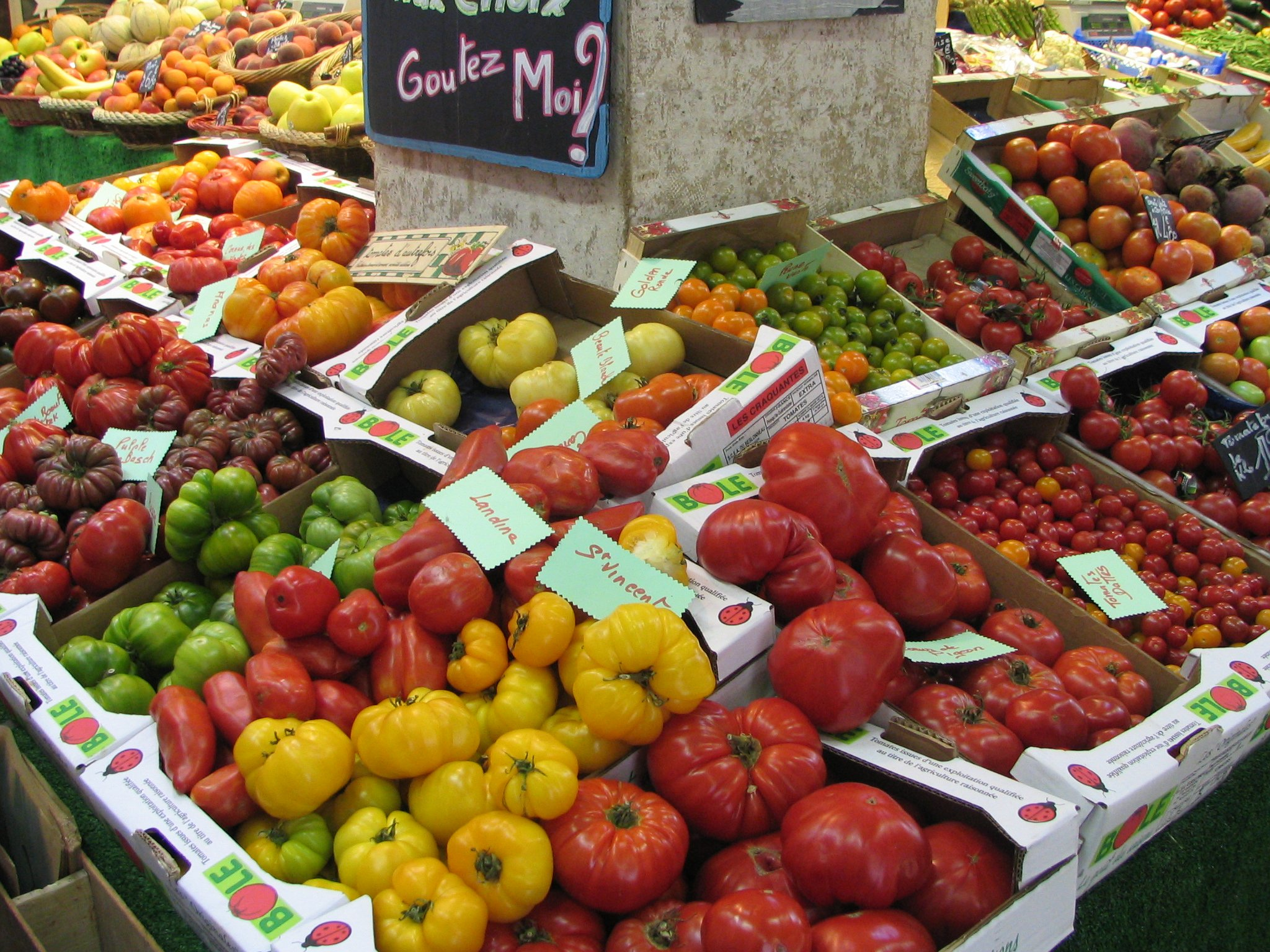
Sans l'indication du prix, le contrat de vente ne peut pas être formé.

Ainsi, la vente, qui est un contrat nommé, est « parfait […] dès qu'on est convenu de la chose et du prix ». Il n'est alors pas demandé, ni que la chose ait été livrée, ni que le prix ait été payé : il suffit que les parties se mettent d'accord sur ces deux points essentiels pour que le contrat soit formé. Dans une vente, l'offre qui mérite donc la qualification juridique de pollicitation est celle dans laquelle l'offrant propose un prix précis pour une chose précise.
Pour le contrat de bail, qui est lui aussi un contrat nommé, l'offre doit mentionner la chose louée et le montant du loyer. On a pu y ajouter, notamment pour le bail commercial, la date d'entrée en jouissance, la destination, et la durée du bail.
Contrats innommés
Dans cette hypothèse, le degré de précision est « assez vague » : si le contrat n'est pas nommé par un texte juridique spécial, rien ne détermine a priori les éléments essentiels du contrat. C'est alors le juge qui va devoir déterminer au cas par cas quels seront les éléments essentiels de chaque contrat, lorsqu'il en est saisi, suivant parfois les « directives » de la doctrine, qui sont elles-mêmes assez vagues.
Il a été jugé que l'offre adressée à une comédienne doit contenir, notamment, l'indication du montant de la rémunération proposée, ainsi que la date du début du tournage.
La Cour de cassation française, dans une série de jurisprudences relatives au problème de l'indétermination du prix, a aussi jugé que la « référence à un tarif » pouvait suffire à donner à une offre une précision suffisante, sauf abus et « profit illégitime »,.
Place laissée aux parties
Le juge sera parfois amené à qualifier certaines obligations contractuelles de principales, alors que d'autres seront accessoires. Les premières seront fondamentales pour que le contrat puisse être réellement formé, les secondes n'ayant pour objet que de déterminer, notamment, des modalités d'exécution des premières obligations : les obligations accessoires ne sont donc pas des éléments essentiels du contrat.
Il en a été jugé ainsi de la date et du lieu de paiement du prix, dans le cas d'un contrat de vente, encore que les parties peuvent convenir que ces éléments-là, a priori secondaires, soient considérées par elles comme des éléments essentiels du contrat : ils devront alors le faire connaître dans l'acte.
Dans le cas contraire, il est toujours possible de définir, après que le contrat a été formé, ses modalités d'exécution, selon les dispositions légales ou bien l'usage, à moins que ces éléments ne soient tenus pour essentiels par l'une des parties.
Place laissée à la nature du contrat
Dans certains contrats, l'usage n'est pas de fixer le prix préalablement, au moment de la formation du contrat.
C'est notamment le cas du contrat d'entreprise et du contrat de mandat. De la même manière, la proposition d'un bijoutier qui souhaitait modifier le plafond de son contrat d'assurance, pour la prime « la moins élevée possible » a été considérée comme suffisamment précise, et mérite dès lors la qualification de pollicitation.
Contrats par voie électronique
L'article 1369-4 du Code civil français dispose que l'offre doit obligatoirement avoir un certain contenu, qui relève de la nature des transactions par voie électronique. L'offre par voie électronique doit ainsi comporter :

« * Les différentes étapes à suivre pour conclure le contrat par voie électronique ;
- Les moyens techniques permettant à l'utilisateur, avant la conclusion du contrat, d'identifier les erreurs commises dans la saisie des données et de les corriger ;
- Les langues proposées pour la conclusion du contrat ;
- En cas d'archivage du contrat, les modalités de cet archivage par l'auteur de l'offre et les conditions d'accès au contrat archivé ;
- Les moyens de consulter par voie électronique les règles professionnelles et commerciales auxquelles l'auteur de l'offre entend, le cas échéant, se soumettre. »

Toutefois, cela ne concerne que les relations de droit de la consommation, entre consommateurs et professionnels, puisque seuls sont obligés à fournir une offre présentant ce contenu minimum particulier les professionnels qui proposent « la fourniture de biens ou la prestation de services ». Il ne s'agit pas au sens propre d'une condition de précision, mais d'un contenu minimum, imposé par le législateur ; c'est une condition de validité de l'offre, et non une condition de son existence : l'offre par voie électronique doit toujours proposer les éléments essentiels du contrat.

#### Offre ferme
L'offre doit être ferme, c'est-à-dire, ne pas avoir été formulée « à la légère » : l'offrant doit avoir eu l'intention d'être engagé par sa proposition, d'être lié en cas d'acceptation. Le pollicitant accepte donc que la formation du contrat ne dépende plus de lui. Si ce caractère n'est pas rempli, il s'agira d'une invitation à entrer en pourparlers, afin d'initier une négociation, sur le contenu du contrat futur, et non plus d'une pollicitation.
Par exemple, la proposition de vendre une voiture à un prix fixé pourra être considérée comme une pollicitation, et son auteur sera obligé de vendre cette voiture à la personne qui acceptera de payer immédiatement ce prix, dès lors que :
- la personne de l'acheteur n'aura pas été déterminante (caractéristique d'un contrat intuitu personæ) ;
- l'auteur de la proposition ne pourra trouver d'excuse légitime pour être lié (s'il ne trouve pas d'excuse légitime, il pourra s'agir d'un refus de vente ; une excuse légitime sera par exemple une insolvabilité manifeste de l'acheteur)[25].

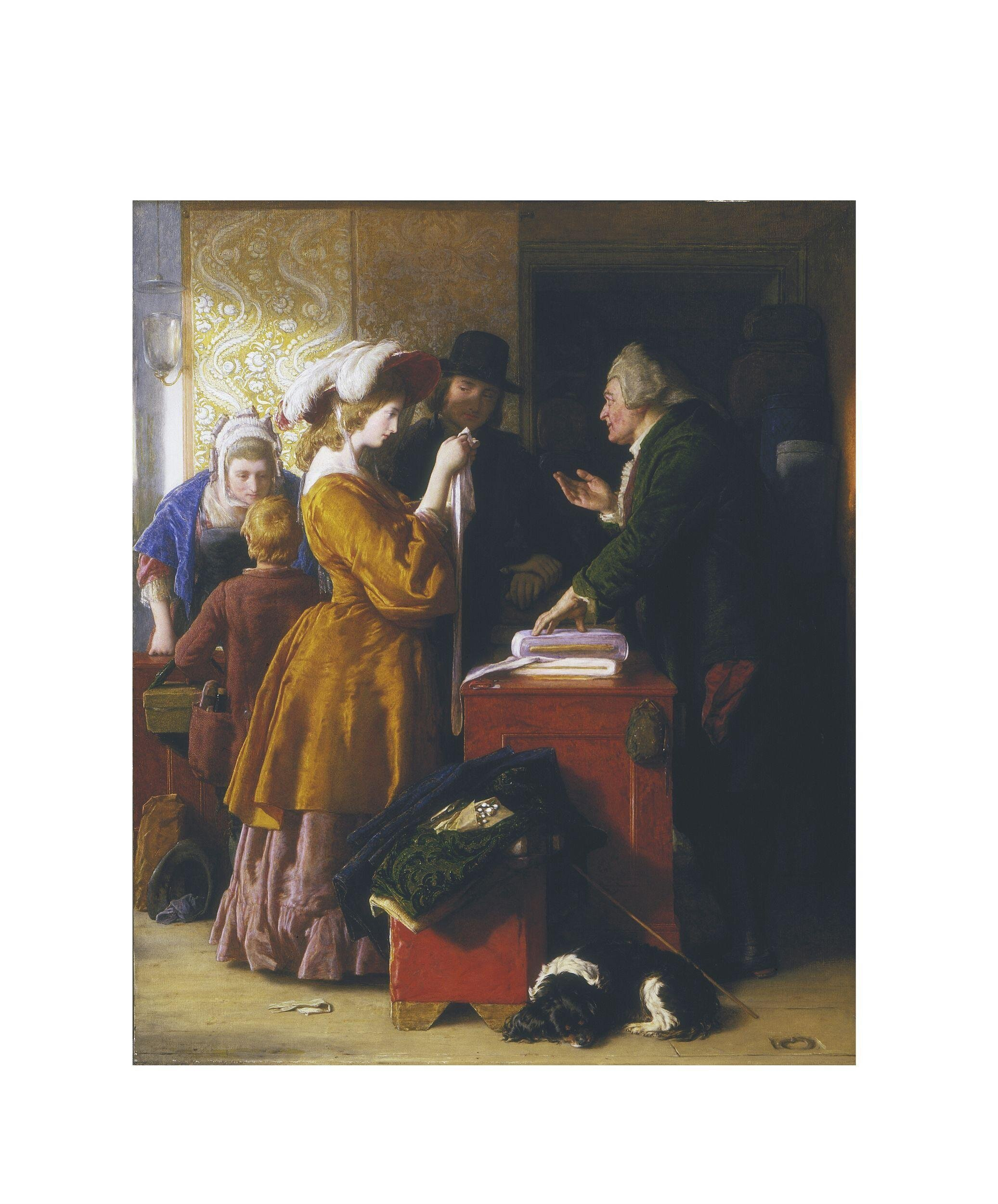
Choisir la robe de mariée, William Mulready (1843).

Un arrêt du 6 mars 1990 de la chambre commerciale de la Cour de cassation française pose la règle que la pollicitation ne peut pas comporter de possibilité de rétractation, mais, au contraire, doit « indiquer la volonté de son auteur d'être lié en cas d'acceptation ». Bien que ce principe soit posé spécialement pour tous les commerçants, la doctrine a considéré que sa portée était générale, et n'était donc pas restreinte aux seules relations commerciales : pour Muriel-Fabre Magnan, la Haute-juridiction a peut-être par-là voulu insister sur le fait qu'entre commerçants, l'habitude est de faire des négociations plus longues, si bien qu'il faut davantage encore caractériser leur intention d'être liée.
Réserves
Une réserve est une limite apportée par l'auteur d'une proposition à sa volonté de contracter, qui peut être expresse ou tacite ; elle peut porter sur le principe même du contrat, sur la personne du contractant (exemples des « petites annonces » dans les journaux), ou encore sur les conditions du contrat (« prix à débattre »). Or, l'existence d'une réserve limite la fermeté de l'offre, et la doctrine s'est interrogée sur les réserves qui pouvaient être compatibles avec une pollicitation ferme, et d'autres réserves qui entraîneraient elles la disqualification de la pollicitation en invitation à entrer en pourparlers.
La doctrine française distingue ainsi deux hypothèses, entre les réserves relatives, opposables à certains, et les réserves absolues, opposables à tous ; seules les premières entraînent la disqualification de la pollicitation en invitation à entrer en pourparlers. Pour certains, il faut chercher si la réserve laisse ou non à l'auteur de la proposition de contracter la possibilité de se « dégager arbitrairement » : si c'est le cas, il y a invitation à entrer en pourparlers, ou bien encore, pour d'autres, la réserve disqualifie l'offre de contracter dès lors qu'elle est incompatible avec la définition d'une offre ferme, c'est-à-dire si l'offrant n'entend pas être engagé par la seule acceptation du destinataire.
L'appréciation de la condition de fermeté se fait finalement au cas par cas, en tenant compte principalement :
- des termes de la proposition, plus ou moins révélateurs de la portée de l'engagement ;
- du destinataire de l'offre (une offre à une personne déterminée est en général plus ferme qu'une offre faite au public)
- de la nature du contrat envisagé (plus un contrat est intuitu personæ, c'est-à-dire plus la considération de la personne est importante, plus on peut supposer que l'offrant s'est réservé la possibilité d'agréer son partenaire).

Le juge tient ainsi compte non seulement de l'état d'esprit de son auteur, mais également de la croyance légitime qui a pu naître chez son destinataire. Ainsi, Muriel-Fabre Magnan cite une affaire, dans laquelle l'auteur d'une lettre faisait fallacieusement croire à son destinataire qu'il avait gagné un objet ou une somme d'argent : les juges ont retenu l'existence d'une obligation de payer, sur le fondement d'un contrat, bien que l'auteur n'ait eu aucune intention de s'engager ; il résultait en effet des faits et des circonstances de l'espèce que le destinataire de la lettre avait pu légitimement croire au gain miroité.
Réserves disqualifiantes
En principe, toute offre qui autorise son auteur à la rétracter n'est pas une pollicitation, mais une invitation à entrer en pourparlers.
Il pourra s'agir d'une réserve expresse d'agrément telle que celle qui indique que la proposition est « sujette à confirmation », le vendeur conservant, par exemple, la possibilité, après la signature de l'acheteur, de notifier son refus, ou subordonnant son engagement à la signature du directeur général de l'entreprise : il n'y a pas de volonté d'être lié en cas d'acceptation, et il y a donc une invitation à entrer en pourparlers ; le destinataire de l'offre initiale est en fait invité à proposer une seconde offre, qui pourra être acceptée, ou non.
Des réserves existent naturellement dans un contrat intuitu personæ. C'est le cas du contrat de travail : le recruteur fait une proposition avec des éléments suffisamment précis, mais il se réserve la possibilité d'agréer la personne qu'il va recruter et avec lequel il va contracter : il s'arroge évidemment un droit de réserve, légitime, et n'est pas obligé d'embaucher le premier candidat venu, quand bien même il satisferait aux critères précis de son offre. Les « offres d'emploi » que l'on retrouve dans des journaux ne sont donc pas des offres, mais des invitations à entrer en pourparlers.
Dans le cas d'une offre de crédit, celui qui l'émet (une banque, par exemple) doit pouvoir apprécier la solvabilité de l'acceptant. Dans ces cas-là, on considère même que ce n'est pas celui qui prend l'initiative du processus contractuel qui sera le pollicitant, mais celui qui a répondu à cette avance : c'est donc celui qui souhaite se voir octroyer un crédit qui fait une offre.
Réserves non disqualifiantes
Les auteurs citent souvent l'exemple d'une annonce de vente de produit « jusqu'à épuisement des stocks » : il y a bien une proposition avec une réserve, mais, néanmoins, c'est une pollicitation, car c'est une réserve objective, qui ne dépend pas de la volonté du pollicitant, et dans laquelle l'arbitraire de l'offrant n'a aucune place. Tant que le stock n'est pas épuisé, le pollicitant doit honorer les commandes qu'il reçoit.
Offres inconciliables
Enfin, au cas où plusieurs offres inconciliables émanent de la même personne, l'offrant ne peut pas choisir, discrétionnairement, celle qui l'avantage le plus, : il s'agirait alors d'une forme de mise aux enchères, alors que les destinataires de cette « offre » (qui n'est en fait qu'une invitation à proposer une contre-offre) ne pensent pas être placés dans une situation de concurrence : les destinataires ont alors l'apparence légitime qu'ils sont les seuls destinataires d'une offre. Il s'agit bien d'une condition rattachée à la fermeté de l'offre, car celui qui fait des offres multiples et inconciliables (comme la proposition de la vente d'un même bien à plusieurs personnes déterminées) n'a pas l'intention de s'engager par la seule acceptation du destinataire de l'offre.

#### Offre extériorisée
L'offre est nécessairement tournée vers quelqu'un : c'est une manifestation de volonté, qui doit être portée à la connaissance d'autrui. Il n'y a donc de pollicitation que si la proposition de contracter est extériorisée, sinon, aucun contractant éventuel ne pourrait l'accepter faute d'avoir pu la connaître.

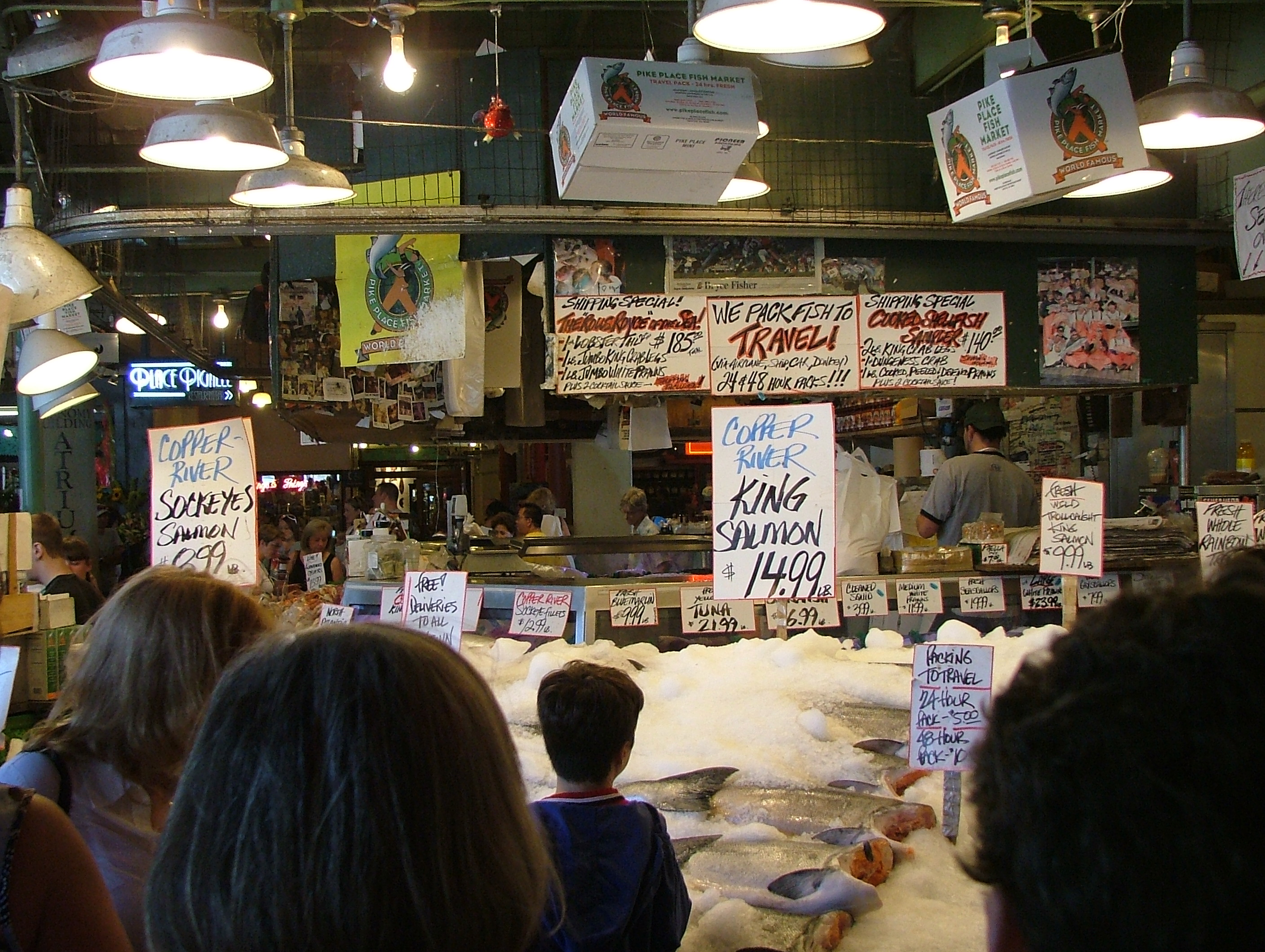
Un exemple d'extériorisation expresse d'une offre : des pancartes qui donnent le prix de poissons à la vente.

L'extériorisation est en principe expresse : l'offrant doit extérioriser son offre, par un mode de communication quelconque (par écrit (lettre, catalogue, affiche, annonce, message transmis par télégramme, télécopie ou télex), par oral, ou même par gestes, comme ce peut être le cas à la bourse ou à la criée). En application de la doctrine du consensualisme, il n'y a pas de forme requise pour la déclaration de l'offre. Il y a donc au moins un fait positif et univoque, et aucun doute n'existe, pour les témoins de ce fait, sur la volonté de l'offrant de conclure un contrat.
La jurisprudence accepte également l'offre tacite, c'est-à-dire l'offre qui, sans s'exprimer pas par le seul silence, va se déduire de certains faits qui sont révélateurs de l'intention de contracter : on peut déduire d'un comportement, d'une attitude, qui signifie que l'on offre de contracter, même s'il n'y a pas de fait positif, grâce à la loi ou à un usage.
Une abstention peut ainsi induire une intention de contracter. Par exemple, l'article 1738 du Code civil français prévoit que si à l'expiration du contrat de bail, le locataire se maintient dans les lieux, c'est une offre tacite de renouvellement du bail. Il en est de même dans les reconductions tacites de contrat : de part et d'autre, on déduit du silence gardé que le contrat ancien était satisfaisant, et qu'il est de l'intérêt de chaque partie de le poursuivre ; dans le cas contraire, une partie se serait exprimée, et aurait exprimée une intention de rompre. On déduit donc la volonté de continuer de l'absence d'intention de rompre.
C'est aussi le cas d'un chauffeur de taxi qui attend à une station, avec sa lumière allumée : il est en situation d'offre, même si le chauffeur ne réalise aucun acte positif pour faire connaître son intention de contracter. Cette situation d'offre tacite est en fait reconnue par l'usage. L'usage autorise également à dire qu'un distributeur automatique en état de marche est en situation de proposer une offre.
Le qualificatif tacite signifie en réalité que la volonté n'est pas formellement exprimée. Lorsqu'une offre est tacite, elle est toujours expresse, au sens étymologique, c'est-à-dire exprimée : le seul silence ne pourra pas être considéré comme une proposition de contracter, car un silence est équivoque, et ne veut rien exprimer ; accepter le silence comme mode « d'expression » serait établir une forme de contrat forcé. Ainsi, pour des auteurs, il n'y a pas d'offre véritablement tacite, hormis la situation du locataire qui garderait le silence.

### Caractères indifférents

#### Destinataires de l'offre

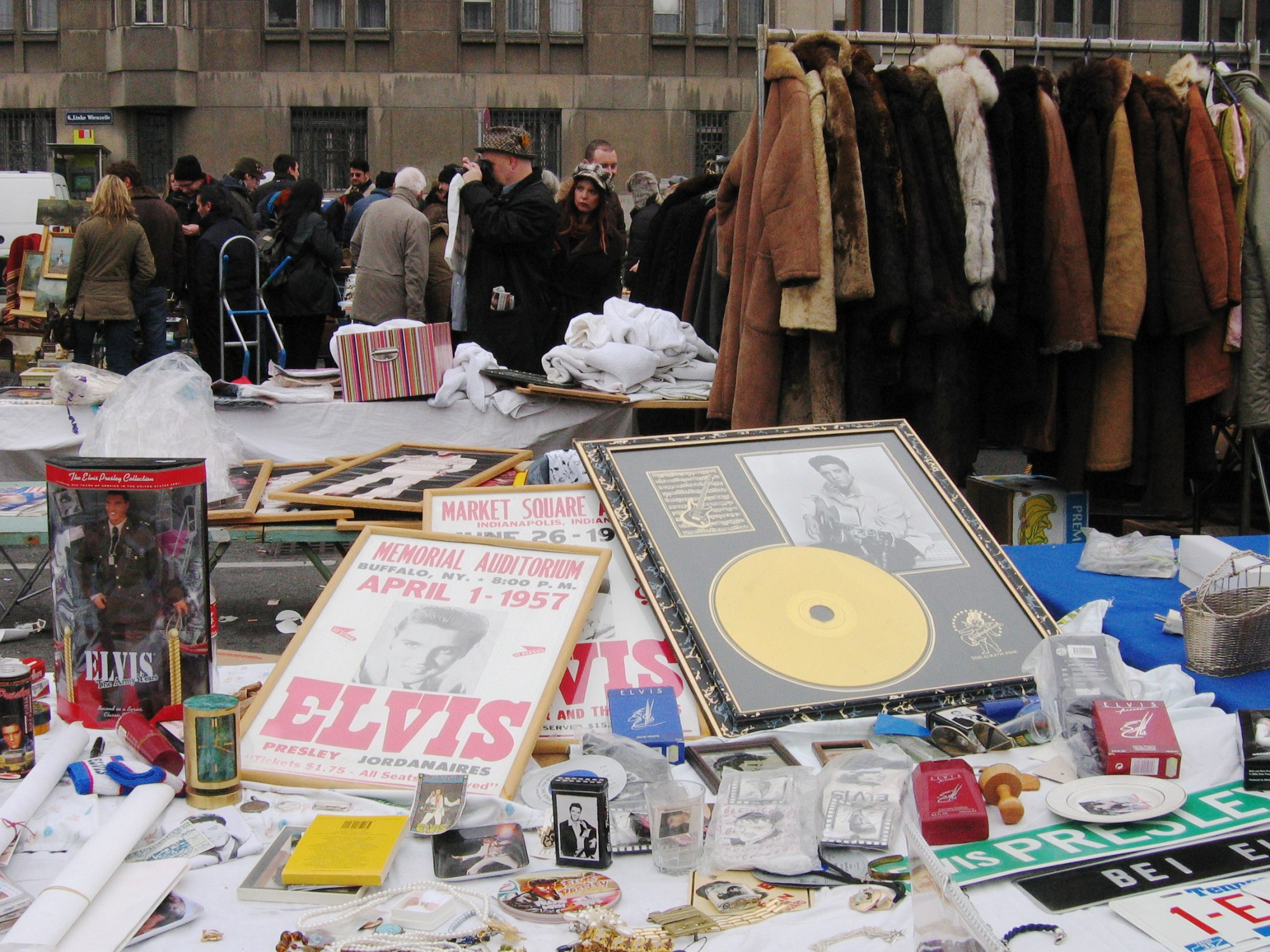
Dans une brocante, l'offre est faite à l'ensemble du public.

L'offre peut être adressée soit à une ou plusieurs personnes déterminées (lorsque l'offrant écrit à un ou plusieurs individus pour leur proposer une affaire précise), soit au public (par des affiches, catalogues, annonces, etc.).
Dans ce dernier cas, il s'agit d'« offres collectives ». On doit considérer que l'offre est faite au public, même si, en fait, elle est adressée nominativement, à un très grand nombre de personnes, identifiées grâce à leur recensement sur un fichier, par exemple. Ainsi, cette distinction se trouve être limitée par certaines comportements commerciaux. L'offre peut encore être adressée « au public »… à l'exception de certains : ainsi, un revendeur professionnel ne saurait acheter une grande quantité de marchandises lors de l'offre promotionnelle faite par un supermarché, naturellement destinée à sa clientèle de consommateurs. Les professionnels sont donc exclus de ces offres promotionnelles.
En général, la distinction entre offre au public et offre à personne déterminée n'a guère d'incidence car la Cour de cassation pose en principe que « l'offre faite au public lie le pollicitant à l'égard du premier acceptant dans les mêmes conditions que l'offre faite à personne déterminée », contrairement à ce qui est retenu par la Convention de Vienne, ainsi que les droits anglais, allemand et suisse. Certains pensent que, s'agissant précisément d'un immeuble, la règle est « contestable ».
Mais on admet des exceptions à ce principe :
- d'une part, lorsque l'offrant s'est réservé la faculté d'agréer son cocontractant (ce qui entraînera une disqualification de l'offre en proposition d'entrer en pourparlers) ;
- d'autre part, et surtout, lorsque l'offre faite au public concerne un contrat normalement conclu en considération de la personne (contrat intuitu personæ). Là encore il s'agit, en réalité, d'une simple proposition, la réserve d'agrément étant alors implicite[52].

#### Maintien de l'offre dans le temps
L'offre peut être assortie d'un délai, parfois d'origine légale. C'est elle qui, pour l'essentiel, commande le régime juridique de l'offre.

##### Délai imposé par la loi
La loi elle-même peut imposer le maintien de l'offre. Cependant, même lorsque la loi impose un délai, rien n'empêcherait les parties de prévoir un temps de réflexion plus long.
Certaines dispositions issues du droit de la consommation, outre qu'elles prévoient que l'offre émane nécessairement du professionnel, précisent qu'elle doit être maintenue pendant un certain délai afin que le consommateur puisse l'examiner et y réfléchir en toute quiétude,. Dans un contrat de crédit à la consommation, l'article L311-8 impose le maintien d'une offre pendant un délai de 15 jours, porté à 30 jours en matière de contrat de crédit immobilier par l'article L312-10. Le délai est de 6 jours en matière d'enseignement à distance. En réalité, plus que d'une offre, il s'agit ici, selon certains auteurs, d'une véritable promesse de contrat.
Il en va parfois également ainsi des relations entre professionnels. L'article 1 alinéa 3 de la Loi Doubin du 31 décembre 1989, aujourd'hui codifié à l'article L330-3, alinéa 4 du Code de commerce français prévoit que celui qui propose de mettre « à la disposition d'une autre personne un nom commercial, une marque ou une enseigne en exigeant d'elle un engagement d'exclusivité ou de quasi-exclusivité pour l'exercice de son activité » doit remettre un projet de contrat, accompagné d'un document informatif, « 20 jours minimum avant la signature du contrat ».

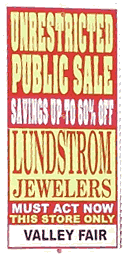
Une offre promotionnelle est, par nature, limitée dans le temps.

Enfin, l'article 1369-4 du Code civil français dispose que l'auteur d'une offre de fourniture de biens ou la prestation de services par voie électronique « reste engagé par elle tant qu'elle est accessible par voie électronique de son fait » : l'offre est maintenue tant que l'offrant la laisse accessible.

##### Délai déterminable
En dehors de toute obligation légale, le pollicitant peut lui-même fixer expressément un délai :
- soit directement en précisant une durée (en jours, semaines, voire mois) ou une date ;
- soit indirectement, si le temps du maintien résulte clairement de l'offre : ainsi, en fixant un jour pour la visite de l'immeuble qu'il met en vente, le pollicitant s'engage-t-il à maintenir l'offre jusqu'à cette date[60].

Cette pratique juridique permet au pollicitant d'accorder un temps de réflexion suffisant, alors que la loi n'aurait pas déjà accordé une protection particulière, mais aussi d'éviter qu'une offre formulée à des conditions particulièrement favorables (prix serré, rabais, crédit gratuit…) ne se prolonge indéfiniment.
Une fois le délai écoulé, l'offre est caduque, : l'offre disparaît, comme si elle n'avait jamais existé, et une acceptation après la fin du délai ne pourra pas former le contrat.
On peut concevoir que la durée du délai soit elle-même indéterminée quoiqu'elle soit déterminable : ainsi, lorsque l'offre est faite « jusqu'à épuisement des stocks », s'il n'y a pas de délai déterminé de fin de validité d'une offre, on peut, a posteriori, déterminer ce délai.

##### Délai indéterminable
Si l'auteur de l'offre ne l'a assortie d'aucun délai, la jurisprudence décide depuis 1869 que ladite offre ne saurait rester valide au-delà d'un délai raisonnable, i.e. « du temps nécessaire pour que celui à qui
elle a été adressée examine la proposition et y réponde ». L'existence et la durée d'un tel délai implicite sont appréciées souverainement par les juges du fond, ce qui signifie que le délai ne peut pas être déterminé de façon objective, comme l'aurait fait le bon père de famille, mais doit nécessairement être subjectif, en fonction des considérations de l'affaire. Cette durée varie donc selon les circonstances et dépend, notamment, de la volonté de l'offrant qui avait indiqué, par exemple, que l'offre devait être acceptée rapidement, de la nature du contrat, des usages, de la possibilité d'une variation rapide des cours, ou même, plus simplement, de la distance qui séparent les parties, lorsque la diffusion n'est pas immédiate.

#### Auteur de l'offre

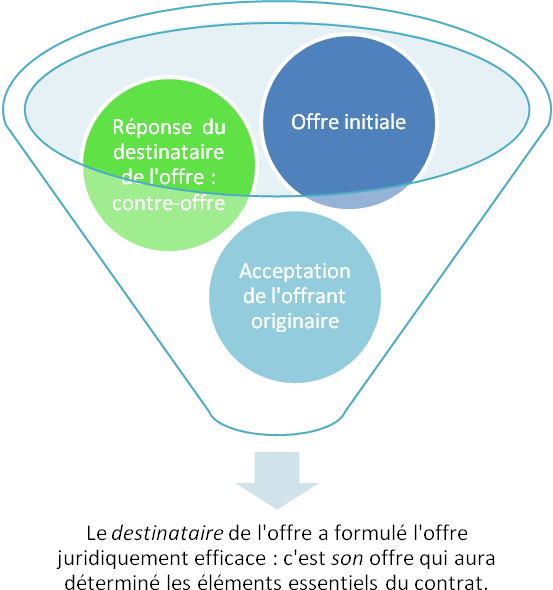
Schéma expliquant comment le destinataire de la première offre peut se retrouver émettre de l'offre juridiquement efficace.

L'auteur de l'offre sera celui qui formulera la proposition acceptée par son destinataire, sans réserve, ni contre-proposition. L'auteur de l'offre ne sera pas donc nécessairement celui qui est à l'origine du processus précontractuel. En effet, lorsque l'offre fait l'objet d'une contre-proposition, ou d'une acceptation assortie de réserve, les pourparlers se poursuivent, et celui qui fera l'offre qui sera finalement juridiquement efficace pourra être le destinataire de l'offre initiale.
Par ailleurs, l'offre primitive peut devenir caduque et les pourparlers reprendre ultérieurement.
De même, l'auteur de l'offre n'est pas nécessairement celui qui a rédigé le contrat. Il suffit que le destinataire primitif ait apporté à la proposition une modification, même mineure, déterminante de son consentement, pour qu'il devienne auteur d'une offre nouvelle, laquelle doit être acceptée par le rédacteur du projet initial.
Parfois, la loi désigne impérativement celui qui doit être considéré comme auteur de l'offre, notamment pour protéger une des parties. Ainsi pour le donateur (C. civ., art. 894) et le mandant (C. civ., art. 1984), mais également en droit du travail ou en droit de la consommation : le salarié ou le consommateur prennent l'initiative du premier contact, mais la loi qualifie la partie en position dominante (employeur, vendeur) d'offrant,.

#### Forme de l'offre
En application du principe du consensualisme, la forme de la pollicitation est indifférente, pourvu qu'elle soit extériorisée. Aucune forme spéciale n'est exigée. Ont ainsi été qualifiés de pollicitations, l'exposition d'une marchandise à l'étalage avec indication du prix, du stationnement d'un taxi dans un emplacement réservé, gaine du compteur non mise et chauffeur au volant, ou bien encore un distributeur automatique en état de marche, mais rien n'empêche que l'on qualifie ainsi des paroles ou des attitudes « purement matérielles ».
Dans un arrêt du 3 juin 2003, non publié au Bulletin des arrêts des chambres civiles de la Cour de cassation qui recense la jurisprudence officielle de la Haute-juridiction française, la chambre commerciale s'est prononcée dans un sens qui peut paraître contraire. Un protocole d'accord, non signé, avait été diffusé par une banque à une société. La Cour d'appel en déduit que la banque n'avait pas eu l'intention de s'engager en cas d'acceptation ; elle « en a souverainement déduit que les documents litigieux ne constituaient pas une offre, mais une simple base de négociation ». Cependant, la Cour de cassation retient que la Cour d'appel « n'a subordonné le consentement des parties et la formation du contrat à aucune condition de forme », et a donc correctement appliqué la loi : le pourvoi sera donc rejeté. Toutefois, le motif de cette décision n'a pas été une remise en cause de l'application du principe du consensualisme, mais un contrôle de la fermeté de l'offre. Cette solution n'a pas été réutilisée à l'occasion d'autres affaires.

## Régime de l'offre

### Rétractation de l'offre
Une offre est une simple proposition de contracter, qui ne contient aucun engagement de la part de l'offrant. Cette caractéristique du régime de l'offre est une étrangeté du droit positif, puisque l'offre, en tant qu'acte juridique, devrait en principe soumettre son auteur à la force obligatoire. Or, le pollicitant ne fait que proposer de contracter ; il ne s'engage pas à contracter, contrairement au promettant au sein d'une promesse unilatérale. Le principe étant celui de la liberté contractuelle, le pollicitant peut donc retirer son offre jusqu'à l'acceptation du destinataire de l'offre.
Cependant, ce principe de libre-révocabilité de l'offre peut entraîner des risques d'insécurité juridique : l'offre pouvant être révoquée à tout moment, cela peut contraindre le destinataire de l'offre à déclarer son acceptation du contrat de façon imminente, sans prendre le temps de la réflexion.
Le pollicitant, par cette faculté, aurait également la possibilité de causer des dommages sans engager sa responsabilité. Si un offrant propose à un acheteur potentiel de traverser la France pour venir acheter une voiture, par exemple, alors qu'il lui aurait promis qu'il attendrait son arrivée, mais vend la voiture sans l'attendre à un tiers, il y a un abus de droit. La jurisprudence connaît également des exemples d'acheteurs potentiels (et déçus) qui sont allés modifier de façon irréversible leur situation juridique personnelle : l'un résilie son bail et se retrouve sans logement, l'autre démissionne de son emploi, parce qu'il se voit proposer une offre intéressante,. Dans ce cas, les juges pourront considérer que la rétractation de la pollicitation est abusive ; par conséquent, l'acheteur qui aura engagé des frais pour répondre à l'offre pourra se voir rembourser les frais (de transport, d'étude..) qu'il a pu engager, ou bien se faire indemniser pour les affaires qu'il a pu négliger, en anticipant la conclusion du contrat,.
Offre non encore communiquée
Pour certains auteurs, la jurisprudence a tellement réduit la portée du principe de libre-révocabilité de l'offre, qu'en réalité, celui-ci ne joue pleinement que lorsque l'offre n'a pas encore été communiquée au destinataire. Néanmoins, cette hypothèse, qui ne souffre aucune difficulté, reste marginale. Le pollicitant pourra en effet toujours interrompre la transmission (auquel cas, le destinataire de l'offre n'aura jamais su qu'il l'était), ou démentir son offre par un moyen de communication plus rapide,.
Lorsque l'offre est parvenue à la connaissance de son destinataire, les tempéraments se multiplient.

#### Tempérament du principe
Doctrine et jurisprudence s'accordent pour apporter des tempéraments au principe de libre-révocabilité de l'offre communiquée à son destinataire. L'offre, en effet, peut être assortie d'un délai au cours duquel son maintien est nécessaire puisque l'acceptant éventuel doit avoir le temps d'examiner la proposition qui lui est transmise, de se décider et d'y répondre.
Par extension, lorsque le pollicitant n'a pas explicité de délai durant lequel son offre était encore valable, la jurisprudence accorde au destinataire de l'offre un délai raisonnable, pour des considérations de sécurité juridique.
Délai précisé
Dans le cas où un délai a été précisé, la rétractation de l'offre est fautive.
Si c'est le pollicitant fixe de façon précise ce délai, il est obligé de maintenir son offre jusqu'à l'expiration de ce délai. S'il rétracte son offre, alors même qu'il aura promis qu'il la maintiendrait, la responsabilité délictuelle du pollicitant pourra être engagée, sur le fondement de l'article 1382 du Code civil, à hauteur de l'ensemble des dommages que cette rétractation aura pu faire subir au destinataire de l'offre. En revanche, les juges se refusent à prononcer la conclusion d'office du contrat, afin notamment de respecter la doctrine de l'autonomie de la volonté,.
Si c'est la loi qui fixe le délai, la révocation de l'offre est également fautive. Cependant, certains auteurs ont vu dans cette hypothèse la possibilité que l'acceptation, postérieure à la révocation anticipée, mais qui serait formulée avant la fin du délai légal de maintien de l'offre, pourrait former le contrat, même si le pollicitant, en révoquant son offre, a signifié son refus de contracter. Il s'agirait non pas d'une promesse de contrat, mais d'une offre particulière, à laquelle la loi attache simplement l'obligation particulière de la maintenir durant un certain délai.
Délai non déterminé
Lorsqu'aucun délai n'a été précisé, il faut opérer, classiquement, une distinction selon que l'offre a été faite au public ou à personne déterminée. Toutefois, cette distinction est mise en doute, et doit certainement être relativisée. Ce délai est souverainement apprécié par les juges du fond, et la Cour de cassation peut les inviter, par le moyen du recours en cassation, en invoquant un défaut de réponse aux conclusions, à rechercher si « l'offre ne comporte pas implicitement un délai raisonnable d'acceptation ».
Offre faite au public
L'offre faite au public sans indication de délai sera librement révocable. Cette opinion rejoint l'article 14-2 de la Convention de Vienne qui considère qu'il y a en ce cas simple invitation à l'offre et non offre véritable.
Offre faite à des personnes déterminées
Selon la jurisprudence, un « délai raisonnable », « moral », doit toujours être laissé au destinataire de l'offre. En général, ce délai est très bref, surtout en matière commerciale, afin de respecter les impératifs de célérité des transactions, et ce n'est qu'à son expiration que pourra s'exercer librement le droit de rétractation. Cette durée raisonnable est laissée à l'appréciation souveraine des juges du fond. Dès que la rétractation est possible, le pollicitant n'est pas obligé de faire notifier une mise en demeure à son destinataire : la rétractation peut se faire sans prévenir le destinataire, à l'expiration du délai raisonnable.

#### Fondements juridiques
Plusieurs fondements ont été avancés pour expliquer cette obligation du maintien de l'offre dans le temps, qui est apparemment contradictoire avec la théorie de l'autonomie de la volonté : ce que l'on a fait, on doit pouvoir le défaire librement. Certains auteurs vont donc rechercher un fondement dans la tradition du droit français, qui considère que seuls le contrat et la responsabilité sont sources d'obligations juridiques. D'autres, en revanche, rompent avec cette tradition, en créant une troisième source d'obligation juridique : soi-même.
Théorie de l'avant-contrat
La théorie de l'avant-contrat a été avancée par Demolombe. Si un pollicitant émet une offre en précisant qu'il la maintiendra pendant un délai déterminé, il y a en réalité deux offres : la première, qui détermine le contenu du futur contrat, la seconde, qui propose de maintenir l'offre initiale durant un certain délai. Cette offre accessoire ne présentant que des avantages pour son destinataire, on a pu présumer que celui-ci l'a tacitement acceptée. C'est donc un avant-contrat qui s'est formé, qui oblige le pollicitant à maintenir son offre pendant la durée indiquée. Selon cette doctrine, si aucun délai n'est stipulé, on présume que le pollicitant a souhaité donner un temps de réflexion : il y a donc une offre implicite de délai, tout aussi implicitement acceptée par son destinataire.
On a pu reprocher à ce fondement son caractère largement artificiel : si le silence du destinataire de l'offre vaut acceptation de celle-ci, lorsqu'elle est faite à l'avantage exclusif du destinataire, le contrat qui en résulte ne doit pas être une fiction. Ce fondement n'est valable que s'il existe réellement un accord portant sur le maintien de l'offre pendant un certain délai. L'explication proposée par Demolombe « illustre à merveille les exagérations de la théorie de l'autonomie de la volonté ».
Responsabilité civile
Pour d'autres auteurs, il faut faire appel à la responsabilité civile : cette solution est d'ailleurs issue de la tradition de Pothier, qui faisait dériver l'obligation du pollicitant d'une règle d'équité, qui veut que « personne ne doit souffrir du fait d'un autre »,. Pour ces auteurs, le retrait de l'offre constitue une faute, causant un préjudice pour le destinataire de l'offre. Le pollicitant répare cette faute au moyen de dommages-intérêts, ou par une réparation en nature en décidant que le contrat est conclu, malgré le retrait de l'offre.
Cependant, il n'y a faute que s'il y a une obligation préexistante, ce que l'on recherche justement à démontrer ; cependant, ces auteurs font appel à la théorie de l'abus de droit : l'offre fait naître dans l'esprit du destinataire une attente légitime, l'espoir d'un contrat, que déçoit son retrait prématuré. Or, l'exigence d'une sécurité juridique, inhérent aux relations d'affaires, exige que l'on ne trompe pas la confiance légitime du correspondant.
Théorie de l'engagement unilatéral
Certains auteurs s'opposent à l'idée d'une libre révocabilité de l'offre, et défendent notamment la théorie de l'engagement unilatéral, qui interdit à l'auteur d'une offre de pouvoir la rétracter, l'offre se séparant de son auteur et jouissant d'une autonomie par rapport à celui-ci : l'offre devient alors, en elle-même, une source d'obligations. Le droit français n'accepte pourtant que la loi, le contrat, le quasi-contrat, le délit et le quasi-délit comme sources d'obligations, et non pas la seule offre, en vue de réaliser un contrat. Cette théorie n'a jamais été consacrée par le droit positif français.
En revanche, elle est retenue par le droit civil allemand : le Code civil allemand (Bürgerliches Gesetzbuch), dispose, à son §145, :

« Celui qui propose à autrui de conclure un contrat est lié par l'offre, à moins qu'il n'ait exclu ce lien obligatoire. »

— BGB, § 145 Bindung an den Antrag
Il en résulte que l'auteur de l'offre doit maintenir celle-ci pendant un délai variant selon les circonstances, et que le décès ou l'incapacité de l'offrant survenus après l'émission de l'offre n'empêchent pas l'acceptation de l'offre : elle survit à son auteur, elle a une existence juridique autonome. Toutefois, une certaine place est laissée à la théorie de l'autonomie de la volonté, puisque l'offrant peut se réserver un droit de rétractation, à la condition qu'il soit explicite.
En droit français, certains auteurs ont proposé une analyse dualiste : le pollicitant ne serait lié par une déclaration unilatérale de volonté que lorsqu'il s'est engagé à maintenir une offre pendant un délai déterminé ; dans le cas contraire, joue la théorie de la responsabilité civile,.

#### Synthèse
Le régime juridique de la rétractation de la pollicitation peut donc se résumer ainsi.
| L'offre a-t-elle été acceptée ? | L'offre a-t-elle été communiquée au destinataire ? | Un délai explicite était-il fixé ? | Le pollicitant peut-il rétracter l'offre ?     |
| ------------------------------- | -------------------------------------------------- | ---------------------------------- | ---------------------------------------------- |
| Offre acceptée                  | indifférent                                        | indifférent                        | Rétractation impossible : contrat formé.       |
| Offre non acceptée.             | Offre arrivée au destinataire.                     | Délai fixé.                        | Offre irrévocable durant le délai.             |
| Offre non acceptée.             | Offre arrivée au destinataire.                     | Délai non fixé.                    | Offre irrévocable durant un délai raisonnable. |
| Offre non acceptée.             | Offre non encore arrivée au destinataire.          | indifférent                        | Rétractation possible : liberté contractuelle. |

##### Autres instruments juridiques
Les principes d'UNIDROIT décrivent également un régime de la rétractation de l'offre, partagé par les principes du droit européen du contrat, en créant un statut pour une offre explicitement irrévocable, se rapprochant de la solution en droit français, puisque l'offre assortie d'un délai par le pollicitant est irrévocable, pendant ce délai.

### Caducité de l'offre
L'offre est qualifiée de caduque lorsqu'un élément nécessaire pour qu'elle soit ainsi qualifiée disparaît après qu'elle a été formée. À partir du moment où cet élément disparaît, l'offre cesse de produire tout effet, indépendamment de la volonté du pollicitant.
Acceptation
On peut en premier lieu dire que l'offre est caduque à partir du moment où elle est acceptée. Plus particulièrement, lorsque l'offre est adressée au public, mais ne peut donner lieu qu'à un seul contrat, la première acceptation rend l'offre caduque à l'égard des autres acceptants éventuels : il est en effet impossible de faire survivre l'offre.
Écoulement d'un certain délai
On considérera également que la pollicitation est caduque dès lors qu'un certain délai est écoulé ; cependant, le problème se pose de la détermination de ce délai.
Si l'offrant avait lui-même précisé le délai durant lequel survivait son offre, il commettrait une faute en la retirant, mais passé ce délai, toute acceptation serait inefficace, car l'offre aurait alors elle-même disparue. En ce sens, le délai précisé s'impose à l'auteur de l'offre et au destinataire ; son expiration rend l'offre caduque. Il a été jugé que cette caducité pouvait frapper l'offre dès le lendemain.
Lorsque l'offrant n'a pas précisé de délai, on s'accorde à reconnaître que l'offre peut contenir, implicitement, promesse d'un délai raisonnable, « moral », dont la durée est souverainement appréciée par les juges du fond. Cette solution rejoint celle adoptée dans l'article 18-2 de la Convention de Vienne, aux termes duquel l'acceptation d'une offre ne prend pas effet si l'indication d'acquiescement « ne parvient pas à l'auteur de l'offre dans le délai qu'il a stipulé ou, à défaut d'une telle stipulation, dans un délai raisonnable, compte tenu des circonstances de la transaction et de la rapidité des moyens de communication utilisés par l'auteur de l'offre ».
Il faudrait cependant différencier le délai implicite de maintien de l'offre de celui de la caducité elle-même. La raison d'être de ces deux délais est, en effet, différente :
- dans le premier cas, il s'agit de savoir si l'offrant a commis une faute en retirant trop précocement son offre ;
- dans le second, on se demande si l'offre était encore valable et donc, si l'acceptation a pu former le contrat.

En revanche, lorsqu'un délai a été expressément précisé par l'offrant, cette distinction n'a pas lieu d'être.
Perte de capacité, décès
En droit français, l'offre devient enfin caduque en cas de décès ou d'incapacité de l'offrant. La solution est ancienne.
Naguère, la troisième chambre civile de la Cour de
cassation avait, à propos du décès, donné la solution exactement opposée. Mais, dans une décision plus récente, la Haute juridiction est revenue à sa position classique. Cette réaffirmation d'un principe séculaire semble montrer que la Cour de cassation « n'est pas prête à dissocier l'offre de la volonté lui ayant donné naissance, comme le voudraient les tenants de la théorie de l'engagement unilatéral ».
Si l'offre est donc caduque du fait du décès de l'offrant, le consentement des parties à une vente n'étant soumis à aucune condition de forme, les juges du fond doivent rechercher si l'acquéreur n'a pas donné son accord avant le décès du vendeur.
Cependant, dans un arrêt en date du 25 juin 2014, la Cour de cassation a estimé que "l'offre qui n'est pas assortie d'un délai est caduque par le décès de celui dont elle émane avant qu'elle ait été acceptée". La Cour pose une distinction entre les offres à durée déterminée et les offres à durée indéterminée. Lorsque l'offre est à durée indéterminée, la volonté de l'offreur de contracter s'éteint avec son décès : l'offre est donc caduque. A contrario, lorsque l'offre est assortie d'un délai, elle reste valable au moins jusqu'au terme de ce délai, le décès de l'offrant ne change rien à la validité de l'offre.